# ویتالی لیوتویننکو
ویتالی لیوتویننکو (اوکراینی: Віталій Іванович Литвиненко؛ زادهٔ ۴ مارس ۱۹۷۰) بازیکن هاکی روی یخ اهل اوکراین است.

## حرفه
وی همچنین از بازیکنان هاکی روی یخ در المپیک زمستانی ۲۰۰۲ بوده است. 